# Cookeolus japonicus
Cookeolus japonicus - gatunek ryby z rodziny latarnikowatych, jedyny przedstawiciel rodzaju Cookeolus.

## Występowanie
Ciepłe wody oceaniczne całego świata.

## Opis
Dorasta do 68 cm długości. 

## Znaczenie gospodarcze
Poławiana jako ryba konsumpcyjna.